# Beim Gretzl

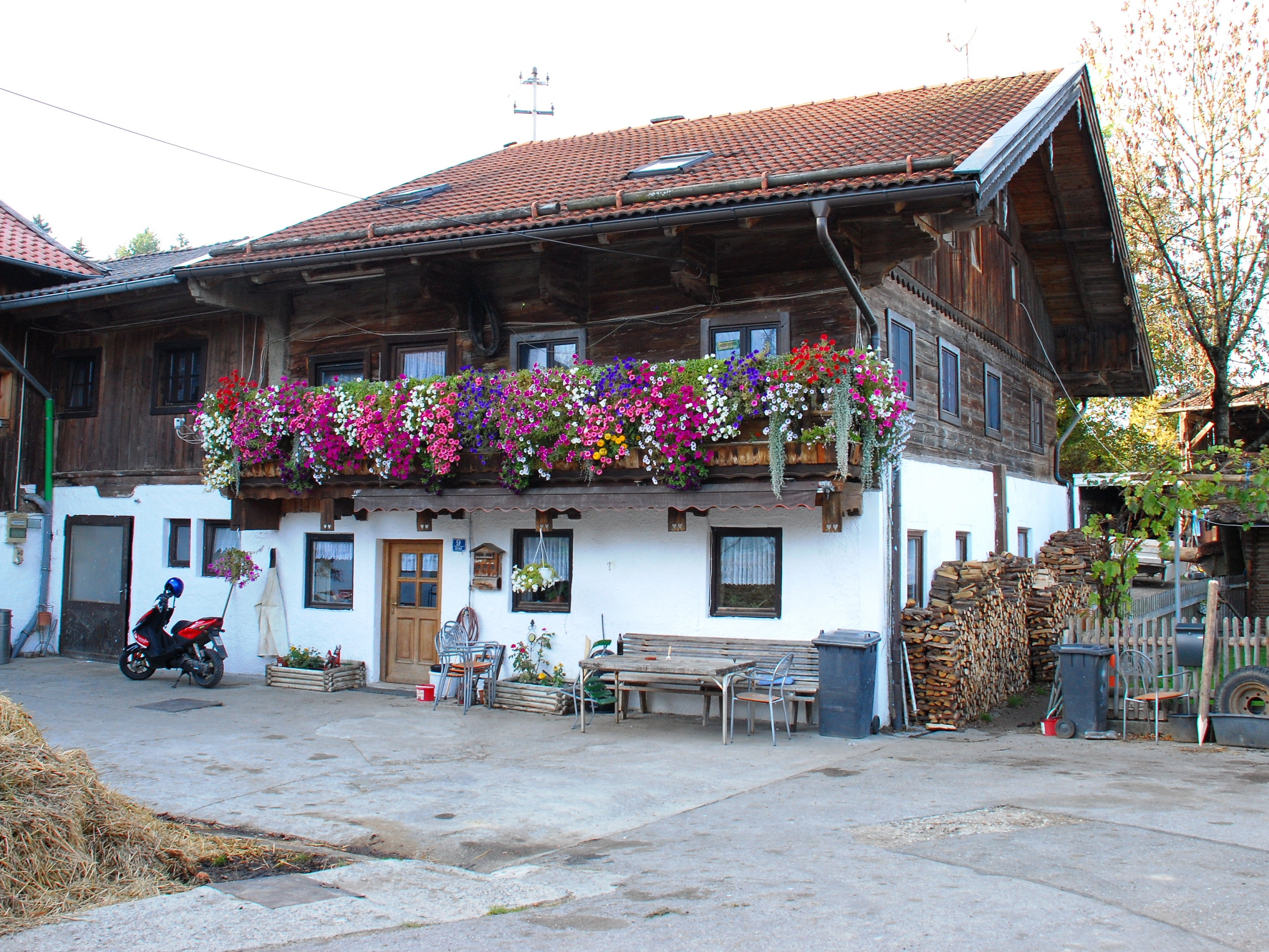
Haus Beim Gretzl in Graß

Das Bauernhaus Beim Gretzl in Graß, einem Gemeindeteil von Aying im oberbayerischen Landkreis München, wurde 1781 errichtet. Der Wohnteil des Hakenhofes mit der Hausnummer Nr. 9 ist ein geschütztes Baudenkmal.
Der zweigeschossige Flachdachbau mit Blockbau-Obergeschoss besitzt eine traufseitige Laube.